# Storia del L.R. Vicenza
Questa pagina tratta la storia del L.R. Vicenza, società calcistica della città di Vicenza, dalle origini e fino al terzo millennio.

## Storia

### I primi anni: dalla fondazione alla finale per il titolo

Domenica 9 marzo 1902: prende il via la storia calcistica del Vicenza, composta all'epoca da giocatori rigorosamente locali.

Il Vicenza Calcio, fondato nel 1902, è una delle più antiche società di calcio italiane. In particolare la formazione del primo consiglio direttivo avvenne il 9 marzo. Il debutto della squadra vicentina avvenne in un incontro amichevole del 18 maggio 1903, nel campionato Provinciale per Scuole; in quel torneo, vinto dal Vicenza, questi affrontarono il Cordellina, il Baggio e lo Schio.
Sin dalle sue radici più antiche, il gioco del calcio a Vicenza è sempre stato un fenomeno popolare, come testimonia ad esempio l'editto in pietra in cui il podestà di Venezia vietava espressamente di praticarlo in quanto gli schiamazzi disturbavano la quiete del vicino convento di suore. Il club nasce la domenica del 9 marzo 1902 sotto la guida del professor Tito Buy, suo primo presidente. Composta da giocatori tutti rigorosamente locali e capitanata dalla sua prima bandiera, Gino Vallesella, la squadra conclude il suo primo decennio di vita sfiorando il titolo nazionale, battuta in finale dalla Pro Vercelli nel 1911.

Il Vicenza che raggiunse la finale per il titolo nel campionato di Prima Categoria 1910-1911, soccombendo dinanzi alla.

Fino al 1908 la squadra, denominata allora Associazione del Calcio in Vicenza, disputò solo tornei di carattere minore, senza mai partecipare al campionato nazionale, distinguendosi comunque e prevalendo sulle rivali in vari campionati regionali. Nel 1909 partecipò al Campionato italiano di Prima Categoria, uno dei due tornei (l'altro era il federale, l'unico attualmente riconosciuto dalla FIGC) in cui era suddivisa la massima serie dell'epoca: ammessa direttamente in semifinale in quanto unica compagine veneta iscritta, nelle due partite contro l'US Milanese dovette incassare ben 10 reti contro solo 1 segnata (1-2 a Vicenza e 0-8 a Milano), dimostrando di non essere ancora matura per il calcio nazionale.
L'esordio ufficiale risale al campionato 1910-11: l'Acivi (come venne chiamato il Vicenza per i primi cinquant'anni, dall'acronimo della denominazione ufficiale) inaugurò il 12 febbraio 1911 il nuovo campo di Borgo Casale con una larga vittoria sul Bologna e a marzo terminò a punteggio pieno il girone Veneto-Emiliano, qualificandosi alla finale per il titolo. Tuttavia dovette soccombere, sia in trasferta che in casa, alla Pro Vercelli nei suoi anni d'oro.
Negli anni precedenti alla prima guerra mondiale prese parte in più occasioni alle finali nazionali dell'Italia settentrionale, che si disputavano in un girone fra le vincenti dei gruppi regionali. Il Vicenza incontrò così varie volte il Bologna, la Juventus, il Milan, l'Inter, affermandosi fra le migliori squadre italiane. Tuttavia a quegli anni risale un record negativo tuttora imbattuto: il 10 gennaio 1915, a Milano, i biancorossi incassarono addirittura 16 reti contro l'Inter. Riguardo a tale risultato qualcuno insinuò che i biancorossi avessero fatto baldoria la notte precedente la partita e fossero scesi in campo ancora "frastornati".

### Il periodo nero

Formazione del Vicenza il 23 novembre 1913, durante la vittoriosa sfida (4-0) contro l'Hellas Verona.

A interrompere l'età dell'oro vicentina venne la prima guerra mondiale, che costrinse la società a chiudere i battenti e molti giocatori a partire per il fronte. Ancor oggi, una lapide all'interno dello stadio Romeo Menti, ricorda i caduti biancorossi di entrambi i conflitti mondiali.
Alla ripresa dei campionati, nel 1919-20, il Vicenza gareggiò nella Prima Categoria divisa in vari gironi regionali. Nel 1921-22 si aggregò allo scisma delle grandi squadre, andando a disputare il campionato della C.C.I.: terminò ultimo nel girone A e doveva retrocedere in Seconda Divisione. All'attuazione del Compromesso Colombo affrontò lo spareggio di qualificazione che perse contro il Derthona lasciando così la massima divisione nazionale. Addirittura l'anno successivo fu retrocesso nuovamente, in Terza Divisione Veneta, ma subito dopo tornò in Seconda.

Il Vicenza che prese parte al campionato del 1929-1930

Nella stagione 1924-25 il Vicenza vinse il girone eliminatorio di Seconda Divisione dopo spareggi con Udinese e Olympia Fiume, ma venne poi squalificato e declassato all'ultimo posto per le posizioni irregolari degli ungheresi Horváth e Molnár;; comunque non venne retrocesso perché la Federazione lo ripescò. Impreparato di fronte alle trasformazioni che avviavano il calcio italiano verso il professionismo, si fece travolgere dalle varie ristrutturazioni dei tornei, fino a ritrovarsi nel 1929 ad essere precipitato al quarto livello della piramide calcistica nazionale.

### La riscossa

#### Verso la Serie B
Gli anni trenta furono gli anni della riscossa biancorossa, dopo un decennio da dimenticare.

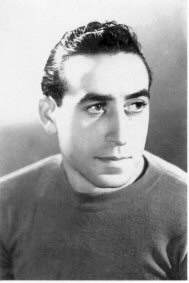
Romeo Menti

Nella stagione 1932-1933 l'attacco vicentino fu il migliore del girone con 64 reti, la squadra biancorossa concluse il Girone C da capolista con un distacco di cinque punti dal Treviso giunto secondo. Il Vicenza fu ammesso alle finali per la promozione in Serie B. Si piazzò secondo nel girone finale C e fu promosso nella serie cadetta per l'allargamento dei quadri.
Nell'annata 1933-1934 arrivò sulla panchina vicentina il tecnico Otto Krappan e la squadra concluse il campionato all'ultimo posto con 18 punti assieme all'Hellas Verona e al Venezia. Queste tre squadre disputarono un triangolare di spareggi salvezza, il Verona si salvò mentre Vicenza e Venezia retrocedettero in Prima Divisione; furono riammesse nella serie cadetta per un ulteriore allargamento dei quadri nella successiva edizione della Serie B.
Nel campionato di Serie B 1934-1935 la formazione vicentina allenata dal nuovo allenatore József Viola retrocesse in Serie C assieme ad altre 15 squadre, a causa di una nuova riforma che riportò la serie cadetta a girone unico.
Nella stagione 1935-1936 il Vicenza si piazzò secondo con 40 punti, dietro al Venezia capolista con 42 punti. Fino alla fine la squadra lottò per la promozione in Serie B. Nell'ultima giornata i biancorossi persero a Pola e non approfittarono della sconfitta dei neroverdi a Gorizia. Nonostante l'attacco vicentino fosse il migliore del campionato con 82 reti, nella serie cadetta passarono i lagunari.
Dal 1936-37 al 1939-40 fu dunque in Serie C. In quel periodo i biancorossi sfornano talenti del calibro dei fratelli Umberto e soprattutto Romeo Menti, capitan "Neno" Rossi, Bruno Camolese, Luigi Chiodi, Giovanni Costa, mentre s'avviava sul viale del tramonto la stella di Piero Spinato, ancora oggi il giocatore che ha segnato più reti con la maglia del Vicenza.

Il Vicenza nella stagione 1938-1939.

Nel 1939-40 arrivò la promozione in B con un netto vantaggio sulla seconda. Alle finali per la promozione, il Vicenza si vide costretto a rinunciare ai due portieri di prima squadra, chiamati sotto le armi, e schierò il sedicenne Antonio Bisson: ma anche questo inconveniente non compromise il risultato positivo. L'8 settembre 1935 era frattanto stato inaugurato il nuovo stadio lungo il Bacchiglione, abbandonando definitivamente il campo di Borgo Casale. Nella partita inaugurale contro gli ungheresi del Saroksar esordì l'appena sedicenne Romeo Menti, il giocatore a cui, per un curioso gioco del destino, lo stesso stadio sarebbe stato intitolato nel 1949 dopo la scomparsa nella tragedia di Superga.

#### L'approdo in Serie A
All'inizio degli anni quaranta il Vicenza conquistò la massima divisione nazionale, grazie anche ad una linea mediana passata alla storia come una delle migliori dell'epoca e formata da Osvaldo Fattori (poi all'Inter), Alfonso Santagiuliana (che giocò anche nel Grande Torino) e Luigi Abeni, la cui carriera fu stroncata dalla malattia.

Il Vicenza che partecipò alla Serie A 1942-1943: spiccò la vittoria per 6-2 contro la Juventus a Torino, il 25 aprile 1943.

Il primo campionato di Serie A si concluse con una storica salvezza, conquistata all'ultima giornata sconfiggendo per 6-2 la Juventus a Torino nel giorno di Pasqua del 1943. Dopo l'8 settembre partecipò al girone Veneto del campionato di Guerra del 1944, rinunciando però alle finali nazionali.
Dopo la seconda guerra mondiale, il Vicenza tornò a giocare in Serie A, dopo il campionato misto del 1946.
Nella Serie A 1946-1947 il Vicenza si piazzò sorprendentemente al quinto posto assieme al Bologna con 39 punti. In 	questa stagione il miglior marcatore della squadra fu il vicentino Bruno Quaresima con 13 reti.
La stagione 1947-1948 fu susseguita da tre allenatori in panchina: per le prime tre giornate di campionato alla guida del Vicenza fu Giovanni Vecchina, al suo posto ritornò Pietro Spinato, dalla decima giornata assunse il timone della squadra l'ungherese Elemer Berkessy ed infine subentrò nuovamente Vecchina. In questa sofferta stagione il Vicenza retrocesse concludendo il campionato all'ultimo posto (che rimane l'unica volta nella storia della squadra a chiudere il campionato da fanalino di coda). In quest'annata il miglior cannoniere dei biancorossi fu Giovanni Sperotto con 8 gol.

Il Vicenza nella Serie A 1946-1947.

Nell'annata 1948-1949 il Vicenza sfiorò l'immediato ritorno in Serie A, posizionandosi terzo con 51 punti, a un punto dal promosso Venezia secondo classificato. Seguirono poi alcuni campionati di Serie B conclusi a metà classifica, caratterizzati da crescenti problemi economici.

### L'epoca del Lanerossi
(Azeglio Vicini, calciatore del L.R. Vicenza che vinse con i biancorossi il Torneo di Viareggio nel 1954 e nel 1955.)

Lo stadio Romeo Menti gremito in L.R. Vicenza-Padova (1-0) del 12 dicembre 1954.

Il 26 giugno 1953 accadde un evento che cambiò la storia della società vicentina per molti decenni: la vecchia Acivi fu acquistata dalla Lanerossi, colosso laniero di Schio fondato nel XIX secolo da Alessandro Rossi. Non si tratta del primo caso di sponsorizzazione calcistica in Italia, all'epoca ancora vietata (anche se siamo molto vicini a ciò), ma invece di un cosiddetto abbinamento, cioè una vera e propria acquisizione: la società calcistica divenne una costola dell'azienda tessile, portandone anche il nome e il simbolo – la "R" – sulle maglie (le sponsorizzazioni saranno permesse solo all'inizio degli anni ottanta). Il logo rimase sulle maglie biancorosse fino alla stagione 1988-1989, anche se l'azienda non contribuiva economicamente più dagli inizi del decennio.
L'iniezione di fiducia e soprattutto di denaro liquido permise di allestire una squadra che ben presto, dopo una stagione di assestamento, tornò in Serie A. Ai fasti della prima squadra si aggiunsero quelli della formazione primavera, che proprio nel 1954 conquistò il prestigioso torneo di Viareggio, facendo bis l'anno successivo, nel 1955, quando la prima squadra conquistò una sorprendente salvezza con un nono posto. Dalla squadra del Viareggio uscirono giocatori del calibro di Azeglio Vicini, Sergio Campana, Renzo Cappellaro, Mario David, Mirko Pavinato, Luigi Menti e molti altri che in seguito vestirono la maglia biancorossa in Serie A.

Una semirovesciata di Sergio Campana durante L.R. Vicenza-Juventus del campionato 1958-1959

Nell'annata 1954-1955 con l'allenatore Aldo Campatelli, la squadra biancorossa tornò in Serie A dopo 7 anni di attesa. Il Lanerossi capolista chiuse il campionato con la miglior difesa (con soli 21 gol subiti) e con il minor numero di sconfitte (6). Il miglior marcatore dell'edizione 1954-1955 fu il biancorosso Enrico Motta con 14 gol a pari merito con Achille Fraschini del Brescia e Giancarlo Rebizzi del Legnano.

#### Il ventennio in massima serie
Per prepararsi alla Serie A 1955-1956 arrivò a Vicenza il tecnico ungherese Béla Guttmann. A causa di problemi personali, l'allenatore manifestò la sua necessità di riposo e il 12 aprile 1956 venne sostituito dal vicentino Umberto Menti.
In questa stagione il maggior bomber della squadra biancorossa risultò il brasiliano Américo Murolo con 10 reti, fra cui due doppiette alla Lazio e alla SPAL.
Nell'annata 1956-1957 la panchina biancorossa venne affidata a Piero Andreoli, il quale per motivi di salute si concesse un periodo di riposo e al suo posto il 18 marzo 1957, subentrò Giovanni Varglien. Al termine del campionato, il miglior marcatore dei berici divenne l'argentino Francisco Lojacono con 11 reti.

L.R. Vicenza-Milan (2-0) del 26 ottobre 1958.

Nella stagione 1957-1958 Giovanni Varglien venne sostituito il 24 ottobre 1957 da Roberto Lerici. In quest'annata il maggior goleador della rosa biancorossa si rivelò il vicentino Sergio Campana con 13 gol. Al termine della Serie A 1958-1959 i biancorossi si posizionarono al settimo posto in classifica mentre i migliori cannonieri della squadra furono Renzo Cappellaro e Giulio Savoini: entrambi misero a segno 10 reti ciascuno.
Nell'annata 1959-1960 il miglior marcatore fu Oliviero Conti con 11 realizzazioni. Nel 1960-1961 come nella stagione precedente il miglior cannoniere del Lanerossi risultò Oliviero Conti con lo stesso numero di marcature. In questo campionato l'allenatore Roberto Lerici (già giocatore biancorosso degli anni cinquanta) vinse il premio del Seminatore d'oro come miglior allenatore stagionale.
Il Lanerossi mantenne le sue caratteristiche di provinciale, attenta ai bilanci, che valorizza i giovani, siano prodotti del vivaio o provenienti da altre squadre, mantenendo un nucleo forte di giocatori sempre più "bandiere", accogliendo di tanto in tanto grandi giocatori a fine carriera. Eppure cominciò ad essere guardato con rispetto dalle grandi squadre.
Nell'annata 1961-1962, Roberto Lerici venne sostituito il 29 gennaio 1962 dal suo amico, l'allenatore in seconda dei biancorossi "Il Filosofo" Manlio Scopigno. In questa stagione il Lanerossi, assieme al Padova, furono le due squadre con il minor numero di gol fatti: 29. Il miglior cannoniere della squadra si rivelò Sergio Campana con 5 reti.

Luís Vinício, miglior cannoniere straniero con la casacca del L.R. Vicenza, e Giulio Savoini, il calciatore con più presenze assolute in maglia biancorossa (317).

Nel 1962 arrivò il centravanti brasiliano trentenne Luís Vinício, ex Napoli e Bologna, che diede ulteriore lustro alla squadra. Nel 1962-1963 la squadra concluse il campionato al settimo posto mentre il capocannoniere della squadra fu Giorgio Puia con 10 realizzazioni. Nella stagione 1963-1964 il Lanerossi si piazzò alla sesta posizione in classifica grazie ai 18 gol del miglior cannoniere dei biancorossi: il brasiliano Luís Vinício.
Nell'annata 1964-1965 il maggior goleador dei biancorossi con 12 gol risultò ancora il sud-americano.
Nel campionato di Serie A 1965-1966 ritornò alla guida tecnica Aldo Campatelli, il gruppo vicentino ingranò un'altra marcia ancor migliore e si collocò al sesto posto. Il trentaquattrenne Luís Vinício divenne il capocannoniere dell'edizione con 25 reti (si dovettero aspettare 26 anni perché un giocatore di Serie A segni tanto: Marco van Basten nel 1991-1992).
La stagione 1966-1967 fu una delle più sofferte: Aldo Campatelli venne sostituito il 16 novembre 1966 da Antonio Pin, quest'ultimo si dimise per motivi di salute il 25 aprile 1967 e al suo posto subentrò Umberto Menti. I biancorossi si salvarono collocandosi in classifica a un punto sopra la retrocessa Lazio.

Pablito Rossi e Gibì Fabbri, entrambi al L.R. Vicenza dal 1976 al 1979.

A grandi risultati seguono però anni in cui la salvezza era risicata, spesso all'ultima giornata. Eppure vestirono la maglia biancorossa giocatori del calibro di Giuseppe Damiani, Sergio Gori, Chinesinho, Giorgio Biasiolo, Mario Maraschi, Paride Tumburus, Angelo Benedicto Sormani mentre Giulio Savoini concluse la sua carriera, con il record di presenze in campionato di tutti i tempi per un biancorosso. Fra le salvezze risicate rimase leggendaria quella del 1972-1973, in cui il Lanerossi sembrava ormai spacciato, nelle ultime giornate riuscì a risalire la china fino a vincere all'ultima giornata con l'Atalanta, sconfitta su autogol. Tuttavia la fortuna abbandonò i biancorossi nel 1975, quando al ventesimo campionato consecutivo di Serie A, retrocessero in Serie B.

#### IlReal Vicenza
(Giovan Battista Fabbri, allenatore del L.R. Vicenza tra il 1976 e il 1979.)
Dopo un'opaca stagione 1975-76 in cui rischiò addirittura di retrocedere in Serie C, il Lanerossi si presentò con poche speranze a quella 1976-77. Tuttavia il nuovo tecnico, Giovan Battista Fabbri ebbe una intuizione: trasformò il giovane Paolo Rossi da ala destra dalle scarse prospettive in un eccellente centravanti.

Il Real Vicenza della stagione 1977-1978, neopromosso e secondo classificato in Serie A.

Dopo aver vinto il campionato cadetto con il titolo di capocannoniere per il giovane pratese, i vicentini si ripresentarono in Serie A nella stagione 1977-78. Dopo un inizio titubante, la formazione biancorossa si dimostrò travolgente, grazie ai gol di Rossi, la sicurezza del libero Giorgio Carrera, le giocate di Franco Cerilli e Giancarlo Salvi, la diga di Mario Guidetti a centrocampo, l'inarrestabile Roberto Filippi.
Solo la Juventus poté fare meglio: tuttavia, se si escludono le prime cinque giornate, i biancorossi conquistarono più punti di tutti, nonché la simpatia di tutta Italia. Caddero sotto i colpi del micidiale attacco biancorosso, il migliore della stagione con 50 reti, squadre del calibro di Napoli (4-1 al San Paolo), Lazio, Fiorentina, Roma e Bologna. La squadra chiuse il campionato al secondo posto, preceduta solo dalla Juventus ed approdando di diritto alla Coppa UEFA: rimane tuttora il miglior risultato assoluto di una neopromossa nella storia della massima serie italiana.
Paolo Rossi divenne il nuovo fenomeno del calcio italiano, a dicembre 1977 fu convocato in nazionale. A fine stagione vinse il titolo di capocannoniere surclassando tutti gli altri attaccanti italiani con le sue 24 reti, un bottino considerevole per i campionati a 16 squadre, e venne convocato per i mondiali argentini dove divenne Pablito, segnando anche 3 reti e mettendosi in ulteriore luce.

#### Il nuovo declino

Massimo Briaschi in azione contro il Dukla Praga nel 1978, nell'esordio casalingo del L.R. Vicenza nelle competizioni dell'UEFA.

L'estate 1978 fu il momento delle celebri buste, con cui il presidente del Lanerossi Giussy Farina tentò di strapparlo alla Juventus comproprietaria del giocatore. Le cifre messe in gioco furono le più grandi dell'epoca: il presidente vicentino mise sul piatto della bilancia 2 miliardi, 612 milioni e 510 000 lire contro gli appena 875 milioni dei bianconeri. L'operazione Rossi comportò un notevole sforzo finanziario per le casse biancorosse, e i grandi progetti di Farina finirono nel peggiore dei modi. Il Lanerossi incappò in un'annata balorda, quella che sembrava la salvezza fu compromessa in modo incredibile arrivando ad una retrocessione che nessuno avrebbe pronosticato. A nulla valsero le 15 reti di Rossi, che a fine stagione lasciò l'amata Vicenza per andare a Perugia in prestito. Nel finale, quattro sconfitte consecutive contro Roma, Fiorentina, Avellino e Inter acuirono la crisi del Lanerossi, che al termine si classificò a pari punti con Atalanta e Bologna e retrocesse in Serie B insieme ai bergamaschi a causa della peggiore differenza reti rispetto ai petroniani. Amaro fu anche l'esordio nella Coppa UEFA 1978-1979 contro il Dukla Praga: sconfitti nella gara di andata in Cecoslovacchia, i veneti si trovarono al ritorno privi di Rossi infortunato, non andando oltre l'1-1 dopo aver sbagliato con Callioni un rigore potenzialmente decisivo. Il Vicenza uscì così già al primo turno.
Nella serie cadetta 1979-1980 assunse la guida tecnica Renzo Ulivieri. La squadra biancorossa si classificò al quinto posto a tre punti di distanza dalla promozione nella massima serie. Il miglior marcatore fu Nicola Zanone con 12 reti. Nella stagione 1980-1981 prese in mano la squadra nelle prime otto giornate il vice allenatore Giulio Savoini e in seguito al suo posto arrivò Corrado Viciani. La squadra totalizzò 33 punti ad un solo punto dall'ultimo posto disponibile per la salvezza. Il Vicenza retrocesse in Serie C1 all'ultima giornata, nella vittoria per 4-1 contro il Catania. Il miglior cannoniere biancorosso risultò Massimo Briaschi con 11 gol.

La squadra biancorossa della stagione 1981-1982, vincitrice della Coppa Italia Serie C.

Nel 1981 arrivò il primo sponsor ufficiale della squadra: la Yuma Jeans, che vi restò fino al 1984. Al termine del campionato 1981-1982 la squadra vicentina allenata da Giancarlo Cadè totalizzò 46 punti classificandosi terza a un solo punto dall'ultimo posto disponibile per la promozione in Serie B. In quest'annata la società lasciata da Giuseppe Farina e da suo figlio Francesco passò a Dario Maraschin. Furono gli anni fra i più neri della storia del Vicenza, tuttavia sempre seguito da un numero considerevole di tifosi. Magra consolazione fu la conquista della Coppa Italia Serie C 1981-1982, ottenuta dopo un lungo torneo e la duplice sfida col Campobasso, che terminò ai supplementari.
Nell'annata 1982-1983 Bruno Mazzia subentrò a campionato in corso a Giancarlo Cadé senza riuscire a centrare l'obiettivo della promozione. Il 5 giugno 1983 all'ultima giornata, nella partita casalinga contro il Piacenza, Mazzia fece esordire la giovane stella sedicenne Roberto Baggio. Nella stagione 1983-1984 sulla panchina biancorossa arrivò Bruno Giorgi. Il Vicenza si posizionò terzo con 47 punti a un solo punto per la promozione nella serie cadetta. Il maladense Toto Rondon fu il capocannoniere del campionato con 24 gol.

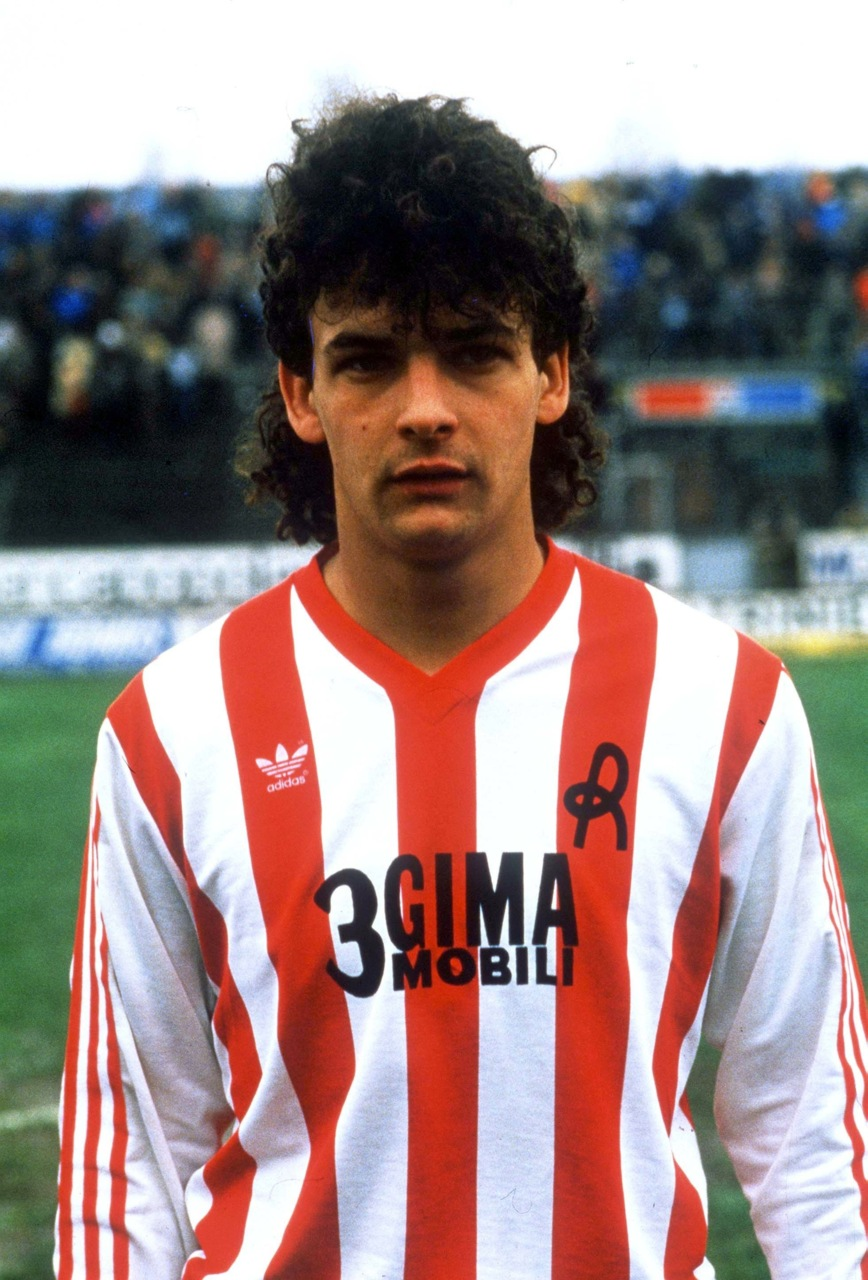
Un giovane Roberto Baggio in maglia berica.

Nell'annata 1984-1985 la squadra biancorossa si piazzò seconda in classifica a pari punti (45) con il Piacenza. Il 16 maggio 1985, sul campo neutro del "Franchi" di Firenze il Vicenza conquistò la Serie B nello spareggio promozione vinto contro gli stessi biancorossi emiliani per 3-1 (reti di Cerilli, Rondon, Mascheroni). Nella stagione 1985-1986 il Vicenza arrivò terzo, ultimo posto valido per la promozione in Serie A. I festeggiamenti biancorossi durarono però poco, in quanto la CAF annullò la promozione nella massima serie per un nuovo scandalo scommesse.
Il colpo fu forte, tanto che nell'annata 1986-1987 si retrocesse in Serie C1. La squadra affidata a Tarcisio Burgnich partì bene vincendo le prime tre partite contro Taranto, Cagliari e Modena, ma calò gradualmente il proprio rendimento fino a precipitare nelle parti basse della classifica. Alfredo Magni subentrò in sostituzione dell'esonerato Burgnich, la squadra retrocesse facendosi superare all'ultimo turno dal Taranto e dalla Lazio, vincitrice dello scontro diretto disputato proprio all'ultima giornata con gol di Giuliano Fiorini.
Nella stagione 1987-1988 alla guida del Vicenza arrivò Francesco Paolo Specchia, poi sostituito da Ernesto Galli. In queste sofferte stagioni per i colori biancorossi continuarono l'avvicendarsi di cambi di presidenza: Romano Pigato, Marino Molon, Gastone Celin, ma anche questi dopo alcune illusioni riuscirono solo a salvare il Vicenza da un'ulteriore retrocessione in C2.

La squadra biancorossa nella stagione 1984-1985.

La stagione 1988-1989 si aprì con la convocazione dell'Assemblea del 15 luglio 1988 che sancì definitivamente l'esclusione dell'ex presidente Marino Molon. La sua sostituzione con Gastone Celin provocò malumori all'interno della tifoseria biancorossa che non vedeva di buon occhio il ritorno della vecchia dirigenza, decisione che mise in discussione il sostentamento economico derivante dalla campagna abbonamenti. Alla guida della squadra venne riconfermato Ernesto Galli che operò molti cambiamenti all'organico ma i risultati deludenti lo portarono all'esonero, già alla quarta giornata, a favore di Titta Rota; le cose non cambiarono molto e, richiamato Galli, la salvezza giunse all'ultima giornata, nella partita casalinga contro il Trento con gol di Fausto Pizzi che vinse la classifica marcatori del girone A con 16 gol.
Nell'estate 1989 la società rilevata da Pieraldo Dalle Carbonare cambiò nome dando l'addio al Lanificio Rossi e alla sua "R", divenendo Vicenza Calcio.
Anche nella stagione 1989-1990 il Vicenza rischiò di retrocedere in Serie C2. Questa travagliata annata vide il susseguirsi di tre allenatori: Romano Fogli, Sergio Gasparin e Giulio Savoini. Il 7 giugno 1990 la squadra si salvò sul campo neutro del "Mazza" di Ferrara nello spareggio salvezza contro il Prato per 2-0 (reti di Zamuner e Tacchi).

### Da Ulivieri a Guidolin

Coreografia della Curva Sud in Vicenza-Empoli del 2 maggio 1993.

Nella stagione 1990-1991, con l'incarico di riportare i biancorossi nella serie cadetta, arrivò il tecnico Giuseppe Caramanno, il quale apportò immediatamente numerosi mutamenti alla rosa, chiese alla società di cedere parecchi giocatori e di acquistarne altrettanti. Nell'ottobre 1990 approdò dal Palermo il mediano Mimmo Di Carlo colui che divenne un'autentica bandiera biancorossa vestendo la maglia vicentina per 9 stagioni consecutive. A metà campionato il Vicenza era solamente al centro della classifica, Caramanno si dimise dopo la sconfitta contro il Varese e al suo posto subentrò dalla 23ª giornata Antonio Pasinato ma neanche lui riuscì a riportare il Vicenza in Serie B.
Nell'annata 1991-1992 arrivò dalla Fidelis Andria il capitano Giovanni Lopez, e dopo quasi 11 anni ritornò alla guida della squadra Renzo Ulivieri. Al termine del campionato la squadra biancorossa si piazzò quarta con 40 punti, a 5 punti di distacco dalla promozione nella serie cadetta. Nella stagione 1992-1993 il Vicenza ritornò in Serie B grazie alla miglior difesa del campionato (con soli 18 gol subiti) e al minor numero di sconfitte (3) come il Ravenna capolista. Nell'annata 1993-1994 l'allenatore toscano, pur senza grandi attaccanti, riuscì a salvare il Vicenza con un gioco corale che fu la caratteristica della squadra in quel periodo. Anche il suo successore, Francesco Guidolin, adottò una strategia volta a mettere in risalto le doti del gruppo e l'azione di tutta la squadra più che quella dei singoli giocatori.

Il Vicenza nella stagione 1994-1995.

Nella stagione 1994-1995 oltre al nucleo forte della squadra proveniente dalla C, cioè il portiere Giorgio Sterchele, il capitano Giovanni Lopez, il terzino Gilberto D'Ignazio Pulpito, il mediano Domenico Di Carlo, il centrocampista Fabio Viviani e il piccolo ma veloce Ferdinando Gasparini, il Vicenza si rinforzò con gli arrivi di Roberto Murgita, Maurizio Rossi, Riccardo Castagna, Francesco Cozza, Luigi Sartor e Alessandro Dal Canto. In quest'annata la squadra di Guidolin, costruita inizialmente per salvarsi, scoprì di avere potenzialità più grandi e alla fine della stagione arrivò l'inattesa e sorprendente promozione in Serie A grazie alla miglior difesa del campionato (con soli 26 gol subiti), al minor numero di sconfitte (4) e anche all'apporto decisivo del centravanti Murgita, che nel girone di ritorno realizzò 17 reti in 19 partite.

#### Il ritorno in Serie A

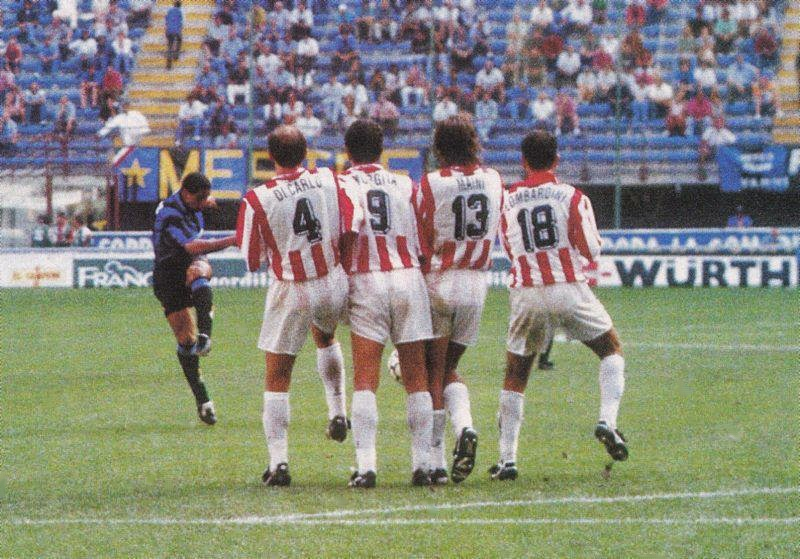
Il Vicenza al ritorno in Serie A nella stagione 1995-1996, qui impegnato al "Meazza" contro l'Inter.

Per apprestarsi alla Serie A 1995-1996, la rosa venne rafforzata dall'arrivo di alcuni giovani (Luca Mondini, Giampiero Maini, Davide Belotti, Gabriele Ambrosetti e Daniele Amerini) e di tre stranieri (lo svedese Joachim Björklund e i due uruguaiani Marcelo Otero e Gustavo Mendez).
Nell'estate 1995 i tifosi in pochi giorni sottoscrissero ben 12.000 abbonamenti, a seguito di un atteso ritorno nella massima serie durato sedici anni.
La matricola Vicenza sorprese tutti per il suo gioco, specialmente nelle partite casalinghe fu capace con importanti vittorie di mettere in crisi anche grandi squadre tra cui i campioni d'Italia in carica della Juventus (4 febbraio 1996), la Lazio (26 novembre 1995), la Roma (14 aprile 1996) e il rotondo 3-0 inflitto al Napoli (24 marzo 1996). Il 28 aprile 1996, alla terzultima giornata, nella partita casalinga contro il Parma, svanì per il Vicenza il sogno di entrare nella Coppa UEFA.
In campionato il miglior marcatore biancorosso fu Marcelo Otero con 12 reti.
La salvezza fu conquistata facilmente con un nono posto a fine stagione.

#### La conquista della Coppa Italia
(Francesco Guidolin nello spogliatoio, prima della finale di ritorno della Coppa Italia 1996-1997)

29 maggio 1997: il capitano Giovanni Lopez solleva la Coppa Italia.

Addirittura meglio la stagione successiva: in campionato il Vicenza fu capace di togliersi grandi soddisfazioni come le tre memorabili vittorie ai danni della Juventus (13 ottobre 1996), dell'Inter (3 maggio 1997) e del Milan (25 maggio 1997). La Serie A 1996-1997 per la squadra biancorossa iniziò nei migliori dei modi: l'8 settembre 1996, alla 1ª giornata di campionato il Vicenza fu in scena all'Artemio Franchi di Firenze, vinse 4-2 grazie alla quaterna di Marcelo Otero. La squadra vicentina conquistò per qualche giorno il primo posto il 24 novembre 1996 grazie alla doppietta di Gabriele Ambrosetti nella vittoria contro la Reggiana. La sera del 15 maggio 1997, alla quartultima giornata, nella partita casalinga contro la Sampdoria pareggiata 1-1, il Vicenza scese dal treno della Coppa UEFA.

Vicenza, 29 maggio 1997, stadio Romeo Menti

Finale – Ritorno
 Vicenza – Napoli 

3 – 0

(d.t.s.)
- Vicenza: Brivio, Viviani, Sartor, Lopez, Beghetto, Gentilini (Rossi), Di Carlo, Maini, Ambrosetti (Iannuzzi), Murgita, Cornacchini (D'Ignazio).
- Allenatore: Guidolin.

- Napoli: Taglialatela, Boghossian, Ayala, Baldini, Milanese, Crasson (Panarelli), Bordin (Aglietti), Longo (Altomare), Esposito, Pecchia, Caccia.
- Allenatore: Montefusco.

- Arbitro: Stefano Braschi (Prato).
- Marcatori:  20’ Maini,  118’ Rossi,  120’ Iannuzzi.
- Spettatori: 22 000
- Incasso: 1 200 000 000 lire.

Gli schieramenti iniziali delle due formazioni
Il Vicenza superò una dopo l'altra le sue avversarie in Coppa Italia: nei sedicesimi i gol di Maurizio Rossi e Giovanni Cornacchini sconfissero la Lucchese, negli ottavi quelli di Fabio Viviani e dello stesso Cornacchini il Genoa, nei quarti la rete in trasferta di Gabriele Ambrosetti fece uscire il Milan, in semifinale le reti di Roberto Murgita e del solito Cornacchini eliminarono il Bologna e infine si arrivò alla finale col Napoli. All'andata al San Paolo i biancorossi cedettero per 1-0, ma al ritorno, il 29 maggio 1997 Giampiero Maini pareggiò subito i conti. Si arrivò ai tempi supplementari e fu Maurizio Rossi ad entrare nella storia del Vicenza segnando un gol a due minuti dalla fine, seguito due minuti più tardi dal 3-0 di Alessandro Iannuzzi, che assegnarono al Vicenza il più importante trofeo della sua storia. Come nel precedente campionato il miglior cannoniere biancorosso risultò Marcelo Otero con 13 gol. L'annata 1996-1997 fu l'ultima con la maglia biancorossa del capitano Giovanni Lopez.
(Giuliano Gentilini)

#### L'avventura in Coppa delle Coppe
Il Vicenza detentore della coccarda tricolore si guadagnò inoltre il diritto di giocare, il 23 agosto 1997 allo stadio delle Alpi di Torino, la finale di Supercoppa italiana contro la Juventus, vincitrice della Serie A: i vicentini uscirono sconfitti dalla sfida per 0-3.
Nel 1997 la società britannica ENIC (finanziaria nel campo del petrolio) rilevò la maggior parte delle quote azionarie del club biancorosso. Il Vicenza diventò la prima squadra italiana ad avere una proprietà straniera.

La formazione biancorossa in Vicenza-Legia Varsavia 2-0 del 18 settembre 1997, all'esordio nella Coppa delle Coppe.

Nel 1997-1998, dopo l'ottavo posto dell'anno prima, il Vicenza si salvò senza patemi, ma si lasciò un po' andare in campionato, mentre in Coppa delle Coppe arrivò in semifinale col Chelsea dopo numerosi successi grazie ai gol del suo bomber Pasquale Luiso, alla fine capocannoniere della manifestazione con otto marcature, inflitte a tutte le quattro squadre europee affrontate. Nei sedicesimi con tre reti messe a segno riuscì ad eliminare i polacchi del Legia Varsavia, negli ottavi con cinque marcature segnate gli ucraini dello Shakhtar Donetsk e nei quarti con addirittura nove gol realizzati gli olandesi del Roda Kerkrade, approdando in semifinale. Dopo la vittoria all'andata con i blues, (1-0 marcatura di Lamberto Zauli) al ritorno a Londra i biancorossi si portarono prima sullo 0-1 con Pasquale Luiso, poi si videro annullare un altro gol di Luiso per fuorigioco inesistente, quindi dovettero subire il ritorno del Chelsea che, grazie soprattutto al decentramento di Vialli sulla fascia destra, si portò prima sul 2-1 con Poyet e Zola per poi ottenere il gol qualificazione nel finale (3-1) con un diagonale vincente dell'appena entrato Hughes che andò a privare il Vicenza della qualificazione alla finale che sembrava ormai sicura.
(Francesco Guidolin, il 16 maggio 1998 al termine della sua ultima partita da allenatore del Vicenza)

### La fine degli anni d'oro

Il Vicenza vincitore del campionato di Serie B 1999-2000, l'ultima promozione in Serie A

L'anno successivo si concluse con la retrocessione seguita però subito da una promozione grazie alla vittoria del campionato di Serie B 1999-2000. Con il tecnico Edoardo Reja in panchina e grazie ad un ottimo attacco in cui si distinsero Gianni Comandini (poi ceduto al Milan), il solito Pasquale Luiso e il giovane Cristian Bucchi; la squadra guadagnò la promozione con due giornate di anticipo rispetto alla fine del campionato. Durò solo un anno la permanenza in Serie A: la stagione 2000-2001 terminò con la retrocessione in Serie B per i veneti, non bastando la vittoria all'ultima giornata (3-2 in casa dell'Udinese) per agguantare lo spareggio-salvezza alla fine lontano un solo punto.
L'annata 2001-2002 fu la stagione del centenario. La compagine veneta venne considerata tra le grandi favorite al ritorno nella massima serie e la società riprovò la scalata alla Serie A assumendo come timoniere Eugenio Fascetti, il quale guidò la squadra nelle prime 18 partite. Dopo pochi giorni dalla sconfitta del 23 dicembre 2001 contro la Sampdoria, l'allenatore viareggino venne esonerato, a seguito di una posizione in classifica al di sotto delle aspettative. Al suo posto, dalla 19ª giornata subentrò il duo Adelio Moro & Fabio Viviani, i quali esordirono come condottieri dei biancorossi il 6 gennaio 2002 nella partita casalinga contro il Cagliari. La Serie A rimase lontana parecchi punti e il campionato si concluse al nono posto in classifica.

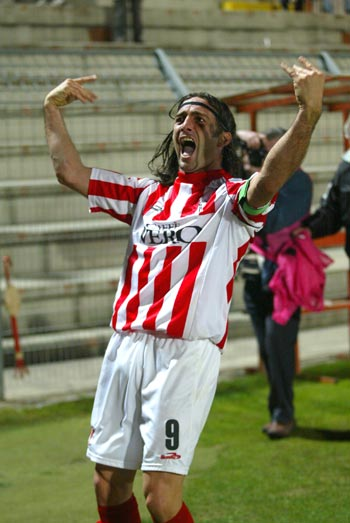
L'esultanza del capitano Stefan Schwoch nella vittoria casalinga 4-1 sul Verona, il 5 aprile 2003.

Nella stagione 2002-2003 arrivò sulla panchina biancorossa il tecnico ravennate Andrea Mandorlini. All'inizio del campionato il Vicenza si trovò nella zona bassa della classifica ma con il passare delle partite, grazie a 7 vittorie consecutive, si issò al primo posto in classifica. Successivamente scivolò in classifica e terminò il campionato all'ottava posizione. L'attacco vicentino fu il migliore di quest'edizione della Serie B con 55 gol fatti.
Nell'annata 2003-2004 arrivò l'allenatore ascolano Beppe Iachini che riuscì a salvare tranquillamente la squadra composta da molti giovani debuttanti nella serie cadetta a causa di difficoltà economiche.
Nella stagione 2004-2005 la società assume come allenatore il bassanese Maurizio Viscidi, il quale venne esonerato alcuni giorni dopo la sconfitta contro il Treviso del 26 marzo 2005. Al suo posto subentrò Gianfranco Bellotto che guidò la squadra solamente per tre partite, finite tutte in parità. Ritornò nuovamente sulla panchina Viscidi e la squadra disputò e perse i due spareggi salvezza contro la Triestina (0-2 e 0-2).
Nel dicembre 2004 avvenne un'importante svolta, con il ritorno della società in mano di imprenditori locali, e la nomina a presidente di Sergio Cassingena, a seguito dell'acquisto del pacchetto azionario dalla società britannica ENIC, mai particolarmente amata dalla tifoseria.
Nell'annata 2005-2006 la squadra rimase nella serie cadetta, poiché il Genoa fu declassato all'ultimo posto in classifica a causa di un illecito sportivo. Inoltre, durante la sosta natalizia del 2005, un dramma scosse la compagine vicentina: un incidente stradale coinvolse l'attaccante Julio Valentín González, che per le conseguenze subì l'amputazione di un braccio e dovette abbandonare forzatamente il calcio giocato.
La stagione 2006-2007 portò come prima novità un ritorno all'antico: sulla maglia tornò la "R" simbolo della Lanerossi. Alla quinta giornata venne esonerato l'allenatore Giancarlo Camolese, e al suo posto venne nominato un allenatore emergente, Angelo Gregucci. La salvezza venne raggiunta all'ultima giornata, grazie alla vittoria sul Crotone con un gol di Gabriele Paonessa. Nella stagione 2007-2008 i biancorossi si salvarono con un 17º posto a pari punti con il Treviso.
La stagione 2008-2009 si aprì con una striscia di nove risultati utili consecutivi, che portarono la squadra al limite della zona play-off. Grazie al contributo fondamentale in fatto di gol da parte di Sgrigna e Bjelanović, a una difesa che per molti mesi rimase la meno perforata del torneo e a un centrocampo di qualità, il Vicenza rimase nella parte alta della classifica fino a primavera, quando entrò in un periodo povero di risultati penalizzato tra l'altro dai gravi infortuni del difensore centrale Di Cesare e del capitano Bernardini. La salvezza matematica arrivò a 3 gare dalla fine, durante il derby veneto contro il Treviso, vinto dai biancorossi per 1 a 0.
La penultima partita della stagione venne segnata dalla morte del diciannovenne tifoso Eugenio Bortolon. Il sostenitore (alla sua seconda trasferta) aveva seguito i biancorossi allo stadio Ennio Tardini di Parma quando, al 49', cadde dagli spalti del settore ospiti. Trasportato d'urgenza all'ospedale parmense in condizioni gravissime, morì la sera stessa a causa di un arresto cardiaco.

### Anni duemiladieci (retrocessioni e ripescaggi)
La stagione 2009-2010 inizia con l'obiettivo di portare la squadra a disputare i play-off per la promozione in serie A. La società si trova nelle condizioni di dover assumere un nuovo allenatore, vista la scelta di Angelo Gregucci di passare all'Atalanta. Inizialmente il Vicenza sembra partire con il piede giusto, ma dopo tre sconfitte consecutive nel mese di marzo la società esonera l'allenatore Rolando Maran e chiama alla guida della squadra Nedo Sonetti. Il navigato allenatore toscano viene esonerato dopo sole tre gare in favore del rientrante Maran, che traghetta la squadra fino a fine campionato, raggiungendo la salvezza solo all'ultima giornata, grazie alla vittoria per 1-0 contro la già retrocessa Salernitana.
Nella stagione 2010-2011, dopo una prima parte di campionato discreta, il Vicenza inizia ad inanellare una serie di vittorie nel girone di ritorno, che portano la squadra al quinto posto in classifica. La corsa alla Serie A viene però vanificata da una nuova flessione di rendimento, che fa sprofondare il Vicenza a metà classifica: la quota salvezza viene raggiunta alla penultima giornata battendo e condannando alla retrocessione matematica la Triestina per 1-0. A fine campionato arriva la rescissione del contratto con l'allenatore Rolando Maran, cui subentra Silvio Baldini con un contratto annuale.
La successiva stagione vede i biancorossi inanellare 5 sconfitte e 3 pareggi nelle prime otto partite, ritrovandosi pertanto penultima in classifica. La sera del 4 ottobre 2011, dopo la sconfitta in casa contro il Varese, la società esonera mister Baldini e, dopo due giorni, chiama a guidare la squadra Luigi Cagni.
Cagni inizia subito bene cogliendo la prima vittoria stagionale in occasione del derby con l'Hellas Verona, vinto per 2-1; segue poi un buon filotto di risultati, che termina però alla ripresa dopo la sosta natalizia. Dopo la partita di ritorno contro il Varese la società decide di esonerare anche Luigi Cagni e di affidare la squadra all'allenatore della primavera Massimo Beghetto. Il 18 aprile 2012 tramite il sito ufficiale della Lega Serie B si annuncia l'abbandono della guida della società da parte di Sergio Cassingena e l'arrivo alla presidenza di Massimo Masolo, fermo restando l'azionariato sociale. Il 29 aprile il CdA decide di esonerare anche Beghetto a seguito della sconfitta interna per 1 a 0 contro la Nocerina, a seguito della quale la squadra si trova tra le possibili retrocesse direttamente in Serie C. Al termine della stagione regolare il Vicenza si piazza al diciannovesimo posto, garantendosi almeno il diritto a disputare i play-out per la permanenza in Serie B contro l'Empoli, diciottesimo. Dopo la gara di andata al Menti (tutto esaurito) finita con il punteggio di 0-0, al Castellani il Vicenza (obbligato a vincere) si porta a condurre per 2-0, salvo poi subire la rimonta dei toscani nel giro di due minuti. A tre minuti dalla fine Michele Paolucci, autore dei due gol vicentini, fallisce un calcio di rigore e al quarto minuto di recupero l'Empoli, cui sarebbe bastato anche il pareggio, segna il gol del 3-2: il Vicenza retrocede così sul campo in Lega Pro Prima Divisione.
Ciò nonostante, in seguito allo scandalo di frodi sportive denominato Scommessopoli che ha coinvolto il Lecce, il club berico viene reintegrato in serie B al posto della squadra pugliese, retrocessa d'ufficio in Prima Divisione.
Il 7 gennaio 2013, in seguito ad alcune divergenze con il CdA del club (in primis la richiesta degli azionisti di maggioranza di esonerare il tecnico Roberto Breda) Massimo Masolo si dimette dalla carica di presidente, lasciandola vacante. Alla ripresa dopo la sosta natalizia il Vicenza si ritrova terzultimo in classifica; il 27 gennaio la società esonera Breda e si affida ad Alessandro Dal Canto. Il 18 maggio 2013, dopo dodici stagioni nella serie cadetta, i biancorossi retrocedono in Lega Pro all'ultima giornata a seguito del pareggio casalingo per 0-0 con la Reggina, risultato che non consente di raggiungere i play-out salvezza.

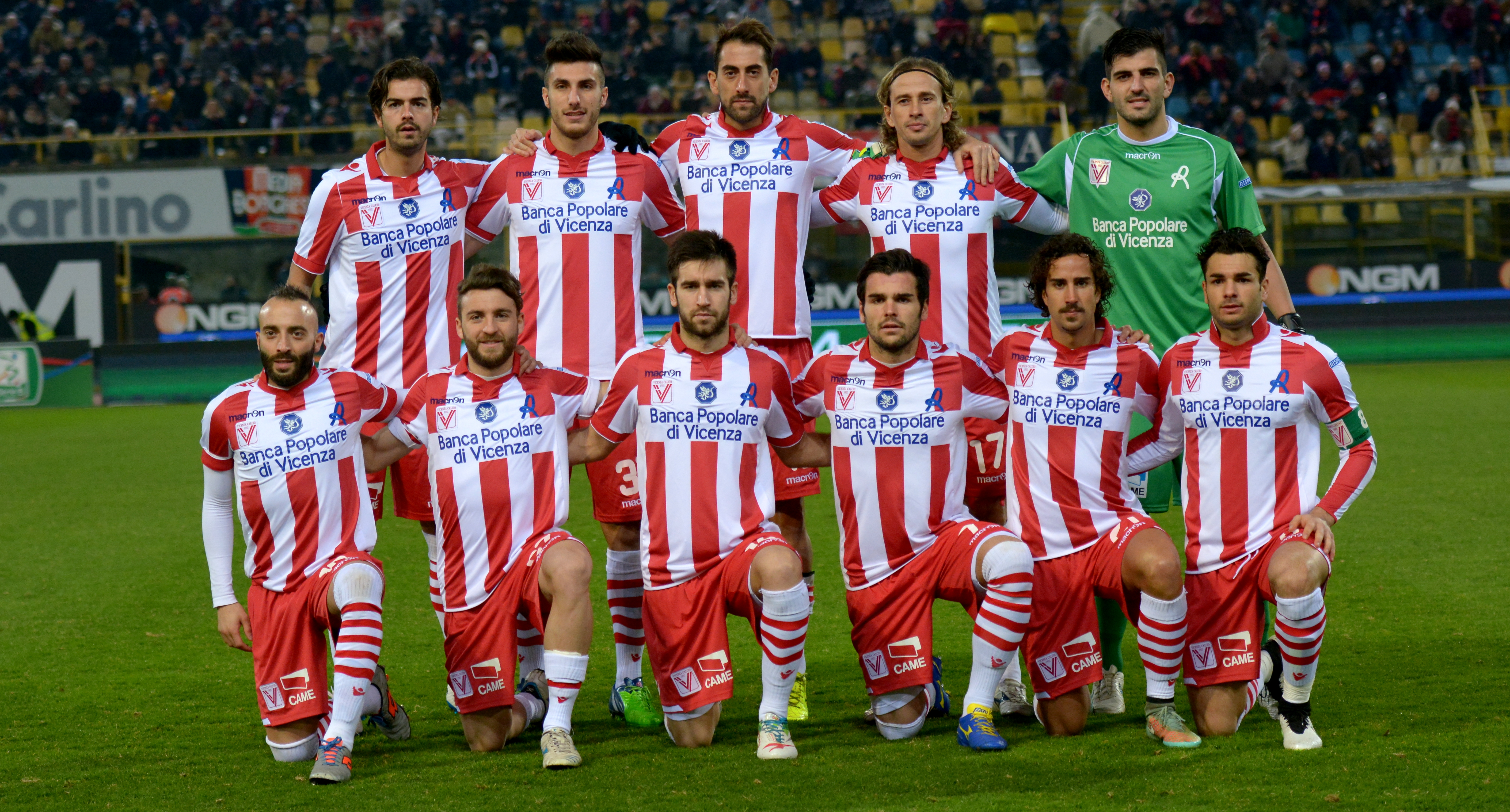
La formazione biancorossa in Bologna-Vicenza 0-2 del 27 febbraio 2015.

Dopo vent'anni il Vicenza torna a disputare il campionato di 3ª serie: la panchina va a Giovanni Lopez, che sceglie come vice il suo ex compagno Antonino Praticò. Sui biancorossi grava inoltre una penalizzazione di 4 punti in classifica, dovuta al ritardo nel deposito della fideiussione per l'iscrizione e per il mancato rispetto dei termini per altre scadenze, tra cui il pagamento degli stipendi della precedente stagione. Il lavoro del duo Lopez-Praticò inizia ad ottenere i primi risultati: col passare delle partite la squadra biancorossa abbandona la mentalità perdente e rinunciataria della passata stagione, e inizia ad acquistare fiducia in se stessa. Il Vicenza raggiunge, nel febbraio-marzo, il 3º posto e ottiene, a metà aprile, la matematica qualificazione ai play-off. La squadra conclude il campionato al 5º posto (che sarebbe 3º senza penalizzazione). Questo risultato permette alla squadra di disputare i quarti di finale (a gara unica) dei play-off, in casa, contro il Savona. La partita si conclude 1-1 nei tempi regolamentari e, secondo il nuovo regolamento della Lega Pro, la gara è proseguita ai supplementari e ai rigori, nei quali i liguri hanno avuto la meglio.
Ciò nonostante, il 29 agosto 2014 il Vicenza viene ripescato in Serie B in sostituzione del fallito Siena. Il 29 ottobre successivo viene esonerato l'allenatore Lopez, sostituito il giorno seguente da Pasquale Marino. Con Marino in panchina la squadra si rende protagonista di una grande scalata della classifica, passando da terzultima alla zona play-off al termine del girone di andata; nel ritorno colleziona un grande numero di risultati utili, comprese 6 vittorie consecutive, che portano al 2º posto solitario a 5 giornate dal termine e il 3º posto finale, che porta alla qualificazione ai play-off per la Serie A dalle semifinali. È la squadra della tifoseria gemellata, il Pescara, ad affrontare il Vicenza: all'andata vince di misura la formazione abruzzese su rigore a 5 minuti dal termine, mentre al Menti il 2-2 non permette al Vicenza di raggiungere la finale.
La stagione successiva parte bene dove il Vicenza ottenere risultati positivi in trasferta mentre qualche difficoltà in più la trova in casa (dove colleziona diversi pareggi); tutto sommato la squadra convince, ma a partire dalla dodicesima giornata in poi si nota un'involuzione della squadra fatta solo di pareggi e sconfitte, che culmina con il pesante 4 a 1 contro la Virtus Entella del 19 dicembre (terzo risultato negativo di fila) e che fa cadere la squadra al quintultimo posto. Il 14 marzo la società decide di esonerare il tecnico Marino a seguito della sconfitta in casa contro il Trapani e del terzultimo posto in classifica. Viene inoltre sollevato dall'incarico il direttore sportivo Paolo Cristallini che, dopo aver giocato nel Vicenza fino al 2006, aveva assunto prima il ruolo di direttore della Prima Squadra e poi quello di D.S. dal 2008.
A guidare il Vicenza nell'obiettivo salvezza viene chiamato Franco Lerda mentre, il 22 marzo. il ruolo di nuovo direttore sportivo viene affidato ad Antonio Tesoro. Il cambio in panchina dà alla squadra la giusta scossa consentendo ai biancorossi di raggiungere la matematica salvezza con una giornata di anticipo. A campionato concluso avviene il ventilato cambio societario che, dopo 12 anni, passa dalla società guidata da Sergio Cassingena e soci a quella guidata da Alfredo Pastorelli, Marco Franchetto e soci.

#### Il fallimento
Dopo la conferma di Lerda sulla panchina biancorossa, la stagione 2016-2017 non parte nel migliore dei modi. Alla 7ª giornata la squadra biancorossa ha la peggiore difesa del torneo e ha collezionato solo una vittoria, ritrovandosi ultima in classifica. Tale situazione porta al sollevamento dall'incarico di allenatore di Franco Lerda al quale subentra Pierpaolo Bisoli che dopo un periodo altalenante riesce a dare una certa continuità nei risultati a partire dal derby vinto con il Verona il 10 dicembre sotto una fitta nebbia (gol di Galano al 69°).
Nel girone di ritorno le cose però cominciarono a peggiorare: i biancorossi vincono solo due gare (contro Pisa e Latina) e sprofondano in zona play-out e dopo la 37ª giornata Bisoli viene esonerato per far posto a Vincenzo Torrente, cui però non riesce di evitare la retrocessione in Serie C, confermata matematicamente all'ultima giornata con la sconfitta al Menti contro lo Spezia, dopo solo 3 anni dal ripescaggio. La retrocessione innesca una crisi in seno alla Vi.Fin, la finanziaria che solo un anno prima aveva rilevato le quote societarie del club biancorosso: il primo a rassegnare le dimissioni è il direttore sportivo Antonio Tesoro, seguito dal presidente Alfredo Pastorelli (il quale avvia una polemica a mezzo stampa con gli altri soci di Vi.Fin) e dal direttore generale Andrea Gazzoli (il cui contratto era comunque in scadenza). A sventare momentaneamente il rischio di fallimento della società interviene la holding lussemburghese Boreas Capital, che si dice pronta ad entrare nell'azionariato del Vicenza Calcio a patto che i pagamenti della stagione corrente vengano saldati da Vi.Fin. Tale obiettivo viene centrato a fine giugno, col saldo delle pendenze relative a contributi e stipendi; subito dopo si avvia la trattativa per una nuova cessione del club.
La stagione successiva in Serie C è però segnata dall’acuirsi delle difficoltà societarie: il Vicenza Calcio torna infatti a essere insolvente, finché il 18 gennaio 2018 il Tribunale cittadino ne dichiara il fallimento, con prosecuzione dell'attività in regime di esercizio provvisorio sotto la guida del curatore fallimentare Nerio De Bortoli, incaricato di completare la stagione agonistica e sovrintendere alla liquidazione. Il 26 maggio 2018 il Vicenza vince il doppio spareggio salvezza contro il Santarcangelo ed evita quella che sarebbe stata la prima retrocessione nel dilettantismo della propria storia.

#### Avvento della famiglia Rosso (OTB)
Il 31 maggio 2018, a seguito di due aste andate deserte, i cespiti aziendali del fallito Vicenza Calcio vengono ufficialmente rilevati dall'imprenditore Renzo Rosso, patron di Diesel e del Bassano Virtus: la rifondazione del club viene attuata mediante trasferimento a Vicenza del titolo sportivo di quest'ultima società, che riporta in uso come simbolo sociale la storica R del Lanerossi e cambia denominazione in L.R. Vicenza Virtus, intendendo così fondere l'eredità storica del calcio vicentino con quella bassanese. Quanto a quest'ultima, il tentativo resta puramente formale, poiché il Bassano viene poi rifondato indipendentemente dalla famiglia Rosso e riparte dal dilettantismo.
Nei mesi estivi si registra inoltre la singolare parabola dell'A.C. Vicenza 1902, società facente capo agli imprenditori francesi Brice Desjardins e Christian Payan, i quali dopo essersi proposti per la partecipazione all'asta fallimentare del Vicenza Calcio (senza poi dar seguito all'annuncio, al pari di un'ulteriore sedicente cordata capeggiata dal politico Gianpiero Samorì), professano di voler acquisire il titolo sportivo del "vecchio Vicenza", a loro dire lasciato libero da Rosso a seguito della decisione di rifondare il club appoggiandosi al Bassano. Anche dopo che la Federcalcio rende nota l'impossibilità di una simile transazione, così come di poter iscrivere la società in soprannumero a un campionato superiore alla Terza Categoria, i soci francesi danno inizialmente mostra di voler portare avanti il progetto, ingaggiando con formule precontrattuali diversi giocatori svincolati (tra i quali l'ex Liverpool Djibril Cissé), noleggiando un campo d'allenamento a Valdagno e organizzando la disputa di alcune amichevoli. Il tutto però si conclude entro i mesi autunnali, tra le proteste dei giocatori interessati e di coloro che avevano concesso mezzi e strutture, i quali lamentano il mancato versamento delle rispettive spettanze.
Il L.R. Vicenza Virtus frattanto organizza la ripartenza del calcio biancorosso: la prima stagione inizia con la conferma di numerosi elementi appartenenti all'organico del Bassano, compreso l'allenatore Giovanni Colella, il presidente Stefano Rosso e il DS Werner Seeber. Il campionato si rivela, però, altalenante: la stagione regolare viene conclusa all'ottavo posto e ai play-off la corsa del Vicenza termina già al primo turno a seguito del pareggio per 1-1 sul campo del Ravenna.
In vista della stagione 2019-2020 la società attua un deciso cambio dei quadri dirigenziali: la carica di direttore sportivo passa a Giuseppe Magalini, mentre la squadra viene affidata al tecnico Domenico Di Carlo, con l'obiettivo di raggiungere la promozione in Serie B. Il Vicenza si propone quale squadra di vertice del proprio girone, laureandosi campione d'inverno con 4 punti di vantaggio sul Carpi, ma la stagione si interrompe in anticipo a causa della pandemia di COVID-19: al momento dell'interruzione, nel marzo 2020, il Vicenza è primo classificato nel girone B della Serie C con 6 punti di vantaggio sulla seconda in classifica. L'8 giugno 2020 il Consiglio federale della FIGC ufficializza la promozione del Vicenza in Serie B, insieme a quelle di Monza e Reggina, capilista rispettivamente del girone A e girone C.
Il 9 febbraio 2021 l'Assemblea dei Soci apporta la modifica della denominazione sociale in L.R. Vicenza S.p.A.
Nel campionato di Serie B 2020-2021, prima stagione in serie cadetta per il Vicenza dopo tre anni, la squadra biancorossa si mantiene quasi sempre al centro della classifica, fino a centrare l'obiettivo della salvezza con una giornata di anticipo rispetto alla fine del campionato (pareggio per 1-1 a Frosinone), grazie al dodicesimo posto finale.
Nella stagione successiva, partiti con i presupposti di arrivare in zona play-off, l'inizio di campionato è ampiamente al di sotto delle aspettative. Il 22 settembre Domenico Di Carlo viene esonerato dopo aver collezionato 5 sconfitte in 5 gare. Al suo posto viene chiamato Cristian Brocchi, ma la squadra continua a non convincere, e, di conseguenza, il 2 novembre viene esonerato anche il diesse Magalini, sostituito da Federico Balzaretti. Anche il mercato riparatore di gennaio sembra non portare un'inversione di tendenza, tanto che la squadra continua a navigare tra gli ultimi posti, in piena zona retrocessione diretta. A quattro giornate dal termine della stagione regolare e dopo la sconfitta a Benevento, la società decide di provare a cambiare nuovamente allenatore, chiamando Francesco Baldini (rimasto svincolato per il fallimento del Catania), il quale conquista 3 vittorie su 4 partite (a Como contro i lariani, in casa con il Lecce dopo un match combattuto, e ad Alessandria), risultati che permettono ai biancorossi almeno di raggiungere i play-out proprio all'ultima giornata, ai danni dei piemontesi, superati dal Vicenza per via dei vantaggi sugli scontri diretti e direttamente retrocessi. I play-out si sono disputati contro il Cosenza e la partita di andata al Menti viene vinta dai biancorossi per 1-0 (rete di Maggio a tempo quasi scaduto), ma al ritorno in Calabria al Marulla, perdendo 2-0 (doppietta di Joaquín Larrivey per i rossoblu), la squadra veneta retrocede in Serie C dopo due anni in serie B.
Per la stagione successiva (Lega Pro 2022-2023) la proprietà decide di confermare sia il diesse Balzaretti sia il tecnico Francesco Baldini, allestendo un organico di qualità (benché lacunoso in difesa) con l'obiettivo di una pronta risalita in serie B; tuttavia il 7 novembre l'allenatore massese viene esonerato anzitempo, visti gli scarsi risultati della squadra (issatasi solamente al decimo posto dopo 12 partite). Al suo posto viene ingaggiato Francesco Modesto, sottoscrivendo un contratto fino al termine della stagione con un'opzione di rinnovo. Dal suo arrivo la squadra berica, tra campionato e Coppa Italia, ottiene una serie di 11 risultati utili positivi: tuttavia nei primi mesi del nuovo anno la squadra sprofonda nuovamente in classifica, con conseguente esonero del tecnico calabrese il 16 marzo seguente; al suo posto viene promosso in prima squadra il tecnico primavera (Dan Thomassen), che traghetta i berici fino ai playoff, centrando un deludente settimo posto (visto l'organico e le  dichiarazioni estive del patron biancorosso). La squadra termina il proprio percorso ai quarti di finale, ove soccombe di fronte al Cesena (0-0 in entrambi i confronti) in virtù del peggior piazzamento in regular season.
In vista del campionato successivo, onde provare nuovamente a centrare l'obiettivo serie B, la società decide di sollevare dall'incarico sia il direttore sportivo Federico Balzaretti che il tecnico danese, ingaggiando al loro posto l'esperto diesse Matteassi e il tecnico Aimo Diana, fresco di promozione ottenuta con la Reggiana. Dopo un inizio di stagione abbastanza convincente la squadra inanella, tra ottobre e dicembre, una serie di risultati negativi che comprometteranno definitivamente la corsa al primo posto: la vicenda culminerà con l'esonero di mister Diana, che verrà sostituito il 20 dicembre da Stefano Vecchi, fresco anch'egli di promozione ottenuta con la FeralpiSalò. Il tecnico bergamasco, sfruttando il mercato di gennaio e risolvendo le problematiche di spogliatoio, rilancia la squadra in ottica playoff, terminando la regular season al terzo posto (complice una serie di sedici risultati utili consecutivi).